# Ruth Rendell
Ruth Barbara Rendell, baronessa Rendell de Babergh CBE FRSL (Londres, 17 de febrer de 1930 - Londres, 2 de maig de 2015) va ser una prolífica escriptora de literatura de misteri britànica. Va escriure també sota el pseudònim de Barbara Vine. A més de la gran quantitat de novel·les i contes publicats, les seves obres destaquen per la gran qualitat literària, que l'havien fet mereixedora de premis com la Daga de Plata de la Crime Writers Association el 1987, la Daga d'Or en quatre ocasions (1976, 1986, 1987 i 1991), la Daga de Diamants per les seves aportacions al gènere, el National Book Award el 1980, tres premis Edgar Allan Poe i el premi literari del Sunday Times any 1990.

## Biografia
La seva primera novel·la publicada va ser From Doon with Death el 1967. Hi apareixia per primera vegada un dels seus personatges més populars, l'inspector Wexford. Rendell té vint novel·les publicades conegudes com les Wexford novels, totes ambientades a la localitat anglesa de Kingsmarksham, la darrera n'és End in Tears (2006). A part de la sèrie Wexford, va escriure més de trenta novel·les negres i nombrosos contes de misteri.
És característic de la seva tècnica literària l'ús de l'intertext, fent servir clàssics inqüestionables de la literatura anglesa i universal per a crear, a partir d'ells, històries noves; per exemple, en Carn trèmula (1986) utilitza elements de Crim i càstig de Dostoievski; La casa de les escales (1988) té com una de les seves principals línies argumentals la intriga de Les ales de la coloma de Henry James i utilitza també fragments d'El gran Gatsby de F. Scott Fitzgerald, Mariana in the South de Tennyson i de Safo; un altre exemple seria la novel·la No more Dying Then, de l'inspector Wexford, que es basa en el sonet 146 de Shakespeare.
Algunes de les seves obres han estat dutes a la pantalla petita per la BBC i al cinema per directors com Pedro Almodóvar (Carne trémula, 1997). Només un petit nombre de les seves obres han estat traduïdes al català.